# 伊尔-112
伊尔-112（俄语：Ил-112) 是伊留申航空集团研發的一种轻型军用运输机，用于運輸军用货物、设备和人员。该飞机由位于沃罗涅日的沃罗涅日飞机生产协会制造。这架飞机于2019年3月30日进行首次飞行。2021年8月17日，一架伊尔-112V右引擎起火，最終在库宾卡机场附近坠毁。机上三人全部遇难。 